# انعطاف‌پذیری عصبی
انعطاف‌پذیری عصبی یا مومسانی عصبی (به انگلیسی: Neuroplasticity) یا انعطاف‌پذیری مغزی (به انگلیسی: Brain plasticity) توانایی تغییر شبکه‌های عصبی مغز در حین رشد و سازمان‌دهی مجدد است که هنگامی به وقوع می‌پیوندد که مغز با بازآرایی مدارهای عصبی عملکرد متفاوتی را جایگزین عملکرد قبلی کند. مثال‌های از انعطاف‌پذیری عصبی را می‌توان در تغییر مدارها و شبکه‌های عصبی‌ای دید که به‌علت عوامل مختلف مانند یادگیری یک قابلیت جدید، کدگذاری عصبی، تأثیرات محیطی، تمرین یا فشار روانی ایجاد شده است.
عصب‌پژوهان زمانی تصور می‌کردند که انعطاف‌پذیری عصبی تنها در دوران کودکی بروز می‌کند، اما تحقیقات در نیمه دوم قرن بیستم نشان داد که بسیاری از جنبه‌های مغز حتی تا بزرگسالی نیز قابل تغییر هستند (یا «منعطف» هستند). با این حال، مغز در حال رشد درجه بالاتری از انعطاف‌پذیری نسبت به مغز بزرگسالان را نشان می‌دهد. انعطاف‌پذیری وابسته به فعالیت می‌تواند نقش قابل توجهی در رشد سالم، یادگیری، حافظه و همچنین جبران آسیب‌های مغزی داشته باشد.
مفهوم نوروپلاستیسیته، توانایی مغز برای تغییر و سازگاری در طول زندگی یک فرد است. برخلاف باورهای قبلی مبنی بر اینکه رشد مغز پس از نوجوانی متوقف شده است، تحقیقات اخیر نشان می‌دهد که مغز ما می‌تواند از طریق تجربیات جدید و یادگیری به رشد و سازماندهی مجدد ادامه دهد. ایجاد مسیرهای عصبی جدید از طریق نوروپلاستیسیته به‌طور قابل توجهی سلامت روان و انعطاف‌پذیری را افزایش می‌دهد. این فرایند به مغز اجازه می‌دهد تا با ایجاد ارتباطات جدید در پاسخ به تجربیات و یادگیری، خود را سازماندهی مجدد کند. درگیر شدن در رفتارها و افکار مثبت این مسیرها را تقویت می‌کند و تکرار اعمال و احساسات سودمند را در طول زمان آسان‌تر می‌کند. همان‌طور که افراد با چالش‌هایی مواجه می‌شوند، نوروپلاستیسیته آن‌ها را قادر می‌سازد تا با توسعه استراتژی‌های مقابله‌ای جدید و مهارت‌های حل مسئله سازگار شوند و تاب‌آوری را تقویت کنند. این سازگاری نه تنها استرس را کاهش می‌دهد، بلکه تنظیم عاطفی را نیز ارتقا می‌دهد، که در نهایت منجر به بهبود رفاه ذهنی و توانایی جهت‌یابی مؤثرتر در ناملایمات زندگی می‌شود.

## تاریخچه

### خاستگاه
اصطلاح «انعطاف‌پذیری» برای اولین بار در سال ۱۸۹۰ توسط ویلیام جیمز در کتاب «اصول روان‌شناسی» به رفتار اعمال شد. به نظر می‌رسد اولین شخصی که از اصطلاح انعطاف‌پذیری عصبی استفاده کرده است، دانشمند علوم اعصاب لهستانی جرزی کنورسکی بوده است.
در سال ۱۷۹۳، میشل ویچنزو مالاکارن، آناتومیست ایتالیایی آزمایش‌هایی را توصیف کرد که در آن او حیوانات را جفت کرد، یکی از این جفت‌ها را سالها به‌طور گسترده آموزش داد و سپس هر دو را کالبد شکافی کرد. او کشف کرد که مخچه حیوانات آموزش دیده بسیار بزرگتر است. اما این یافته‌ها سرانجام فراموش شد. وی تصور کرد که مغز و عملکرد آن در تمام بزرگسالی ثابت نیست. تا حدود دهه ۱۹۷۰، دانشمندان علوم مغز و اعصاب معتقد بودند که ساختار و عملکرد مغز اساساً در تمام بزرگسالی ثابت است.
در حالی که در اوایل دهه ۱۹۰۰ مغز معمولاً به عنوان عضوی غیرقابل تجدید قابل درک بود، سانتیاگو رامون و کاخال، پدر علوم اعصاب، از اصطلاح انعطاف‌پذیری عصبی برای توصیف تغییرات غیر آسیب شناختی در ساختار مغز بزرگسالان استفاده کرد. کاخال ابتدا بر اساس اصل معروف خود به نام نورون، نورون را به عنوان واحد اساسی سیستم عصبی توصیف کرد که بعداً به عنوان بنیادی اساسی برای توسعه مفهوم انعطاف‌پذیری عصبی عمل کرد. وی از اصطلاح انعطاف‌پذیری در اشاره به کار خود در مورد یافته‌های انحطاط و بازسازی در سیستم عصبی مرکزی پس از رسیدن یک فرد به بزرگسالی، به‌طور خاص، استفاده کرد. بسیاری از دانشمندان علوم اعصاب از اصطلاح انعطاف‌پذیری فقط برای توضیح ظرفیت بازسازی سیستم عصبی محیطی استفاده کردند، که انتقال مفهومی این اصطلاح توسط کاخال باعث بحثی برانگیز شد.
این اصطلاح از آن زمان به‌طور گسترده استفاده می‌شود:
با توجه به اهمیت اصلی انعطاف‌پذیری عصبی، یک فرد خارجی بخاطر این که به‌خوبی تعریف شده باشد و یک چارچوب اساسی و جهانی در جهت هدایت فرضیه‌ها و آزمایش‌های فعلی و آینده باشد، بخشیده می‌شود. متأسفانه، این مسئله نیست. در حالی که بسیاری از دانشمندان علوم مغز و اعصاب از کلمه نوروپلاستیک به عنوان یک اصطلاح کلی استفاده می‌کنند، این امر برای محققان مختلف در زیرشاخه‌های مختلف دارای معانی مختلف است … به‌طور خلاصه، به نظر نمی‌رسد چارچوبی که بر سر آن توافق شده باشد.

### تحقیق و اکتشاف
در سال ۱۹۲۳، کارل لشلی آزمایش‌هایی بر روی میمونهای رزوس انجام داد که تغییرات در مسیرهای عصبی را نشان می‌داد، که به این نتیجه رسید که شواهدی از انعطاف‌پذیری است. با وجود این، و تحقیقات دیگری که نشان می‌دهد انعطاف‌پذیری صورت گرفته است، دانشمندان علوم مغز و اعصاب ایده انعطاف‌پذیری عصبی را به‌طور گسترده قبول نکردند.
در سال ۱۹۴۵، جوستو گونزالو از تحقیقات خود در مورد پویایی مغز نتیجه گرفت که، برخلاف فعالیت مناطق تجسم، توده قشر مغز "مرکزی" (فاصله کم و بیش مساوی از مناطق تجسم بصری، لمسی و شنوایی)، " توده مانور "، کاملاً غیر خاص یا چند حسی، با قابلیت افزایش تحریک پذیری عصبی و سازماندهی مجدد فعالیت با استفاده از ویژگی‌های انعطاف‌پذیری. وی به عنوان اولین نمونه از سازگاری، برای دیدن قائم با عینک معکوس در آزمایش استراتون و به ویژه، چندین مورد آسیب دیدگی مغز دست اول که در آنها خواص پویا و انطباقی را در اختلالات آنها، به ویژه در موارد معکوس مشاهده کرد. وی اظهار داشت که یک سیگنال حسی در یک ناحیه تجسم فقط یک طرح کلی معکوس و منقبض است که به دلیل افزایش توده مغزی استخدام شده بزرگ می‌شود و به دلیل برخی از تأثیرات انعطاف‌پذیری مغز دوباره معکوس می‌شود، در مناطق مرکزی تر، به دنبال رشد مارپیچی می‌باشد.
ماریان دایموند از دانشگاه کالیفرنیا، برکلی، اولین شواهد علمی در مورد انعطاف‌پذیری آناتومی مغز را ارائه داد و تحقیقات خود را در سال ۱۹۶۴ منتشر کرد.
سایر شواهد مهم در دهه ۱۹۶۰ و بعد از آن، به ویژه از دانشمندان از جمله پاول باخ-ریتا، مایکل مرزنیچ به همراه Jon Kaas و همچنین چندین نفر دیگر، ارائه شد.
در دهه ۱۹۶۰، پل باخ-ریتا دستگاهی را اختراع کرد که روی تعداد کمی از افراد آزمایش شده بود، و شخصی را که روی صندلی نشسته بود، در آن قرار داشت و تو خالی‌های توکار تعبیه شده بود که برای لرزش از طریق ترجمه تصاویر دریافت شده در دوربین، نوعی دید از طریق تعویض حسی را به ما می‌دهد.
مطالعات در مورد افرادی که از سکته مغزی بهبود می‌یابند، پشتیبانی از انعطاف‌پذیری عصبی را نیز فراهم می‌کند، زیرا مناطقی از مغز که سالم می‌مانند، ممکن است عملکردهایی را که از بین رفته‌اند، حداقل تا حدی انجام دهند. شپرد ایوری فرانز در این منطقه کار می‌کرد.
النور مگوایر تغییراتی را در ساختار هیپوکامپ مرتبط با کسب دانش در مورد چیدمان لندن در رانندگان تاکسی محلی ثبت کرد. توزیع مجدد ماده خاکستری در رانندگان تاکسی لندن در مقایسه با شاهد نشان داده شد. این کار در مورد انعطاف‌پذیری هیپوکامپ نه تنها دانشمندان را مورد توجه قرار داد، بلکه مردم و رسانه‌ها را در سراسر جهان درگیر خود کرد.
مایکل مرکنیچ یک دانشمند علوم اعصاب است که بیش از سه دهه یکی از پیشگامان انعطاف‌پذیری عصبی بوده است. وی برخی از «بلندپروازانه‌ترین ادعاها را برای این زمینه - اینکه تمرینات مغزی ممکن است به اندازه داروها برای درمان بیماری‌های شدید مانند اسکیزوفرنی - مفید باشد، مطرح کرده است. یاد بگیرید، فکر کنید، درک کنید و به خاطر بسپارید حتی در افراد مسن نیز امکان‌پذیر است.» کارهای مرکینچ تحت تأثیر کشف حیاتی دیوید هوبل و تورستن ویزل در کار با بچه گربه‌ها قرار گرفت. این آزمایش شامل دوختن یک چشم بسته و ضبط نقشه‌های مغز قشر مغز بود. هوبل و ویزل مشاهده کردند که بخشی از مغز بچه گربه که با چشم بسته در ارتباط است، همان‌طور که انتظار می‌رفت بیکار نیست. در عوض، اطلاعات بصری را از چشم باز پردازش می‌کرد. این «... گویی مغز نمی‌خواست» املاک و مستقلات قشر مغز «را هدر دهد و راهی برای سیم کشی مجدد خود پیدا کرده بود.»
این امر به معنی ضعف انعطاف‌پذیری عصبی در دوره حساس است. با این حال، مرکنیچ استدلال کرد که انعطاف‌پذیری عصبی می‌تواند فراتر از دوره بحرانی رخ دهد. اولین برخورد او با انعطاف‌پذیری بزرگسالان زمانی بود که در یک مطالعه پس از دکتری با کلینتون ووسلی مشغول بود. این آزمایش بر اساس مشاهده آنچه در هنگام قطع یک عصب محیطی و متعاقب آن در مغز اتفاق افتاده بود، انجام شد. این دو دانشمند نقشه دستی مغز میمونها را قبل و بعد از بریدن عصب محیطی و دوختن انتهای آن به میکرو میکرومپ کردند. پس از آن، نقشه دستی در مغز که انتظار داشتند بهم بریزد تقریباً طبیعی بود. این یک موفقیت اساسی بود. مرکنیچ ادعا کرد که: «اگر نقشه مغز بتواند ساختار خود را در پاسخ به ورودی غیرعادی عادی کند، این دیدگاه غالب که ما با یک سیستم سیم کشی متولد شده‌ایم باید اشتباه باشد. مغز باید انعطاف‌پذیر باشد.» مرکنیچ سال ۲۰۱۶ جایزه کاولی در علوم اعصاب «برای کشف مکانیزمی که به تجربه و فعالیت عصبی اجازه می‌دهد عملکرد مغز را دوباره سازی کند.» دریافت کرد.

## تأثیر تئوری نوروپلاستیسیتی بر دانش عصب‌شناسی

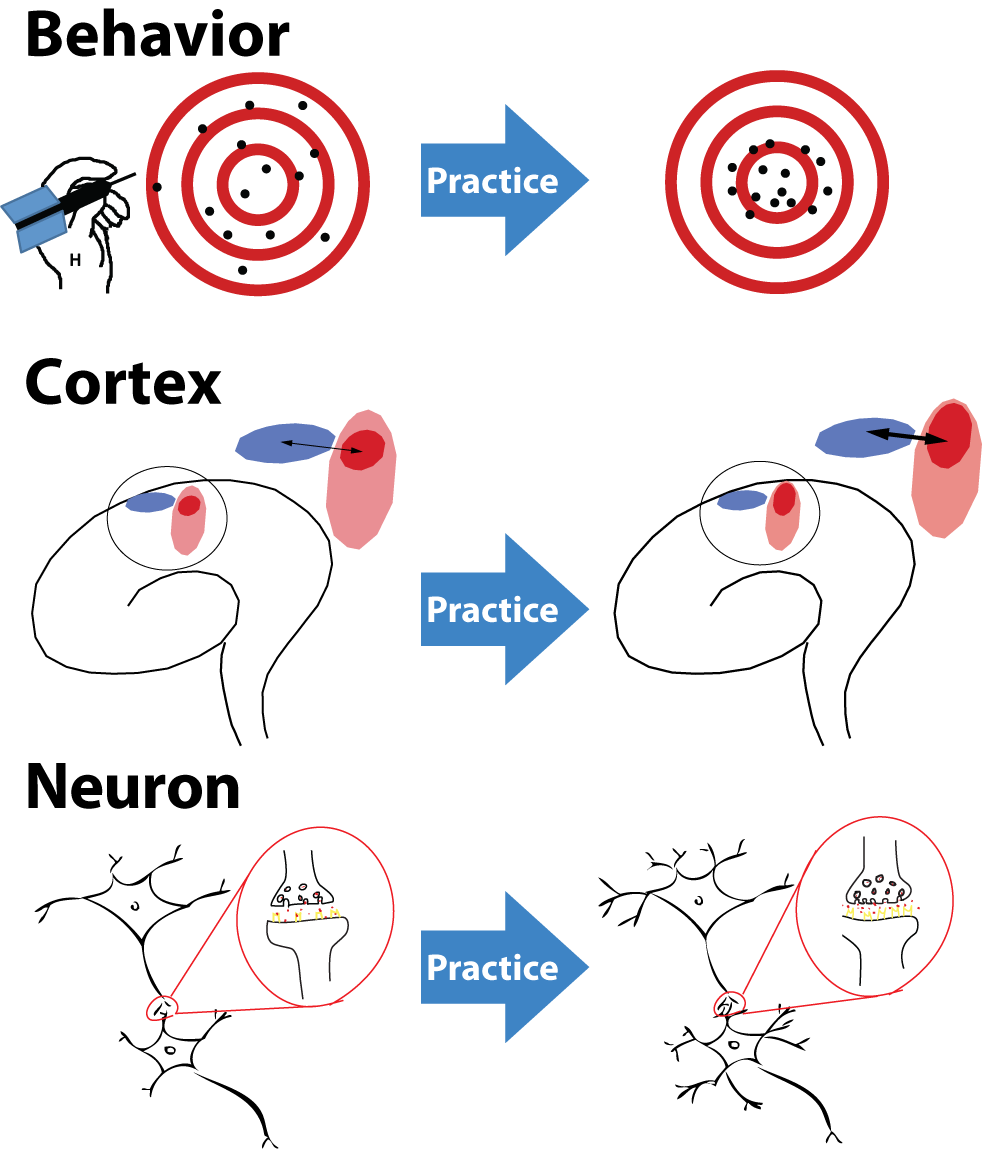
تصویر شماتیک از معز بعداز تمرین مهارتی.

نوروپلاستیسیتی این باور قبلی را که مغز را یک عضو ایستا (به انگلیسی: Static) می‌داند را عوض کرده و بیان می‌دارد چطور و چگونه مغز در طول زندگی تغییر می‌کند. ن نقش نوروپلاستیسیتی به‌طور وسیع در رشد سالم، یادگیری، حافظه و بهبود یافتنِ آسیب، شناخته شده است. در طول قرن بیستم، دانشمندان مغز و اعصاب توافق داشتند که ساختار مغز پس از یک دورهٔ بحرانی در دوران کودکی نسبتاً تغییرناپذیر است. این باور توسط یافته‌هایی که نشان می‌دهد بسیاری از جنبه‌های مغز حتی در دوران بزرگسالی هم انعطاف‌پذیر (به انگلیسی: Plastic) باقی می‌ماند، به چالش کشیده می‌شود.
هابل و ویزل نشان داده بودند که ستون‌های غالب بینایی در پایین‌ترین ناحیهٔ بینایی نئوکورتیکال، V1، پس از دورهٔ بحرانی از لحاظ رشد، تا حد زیادی تغییرناپذیر هستند. دوره‌های بحرانی همچنین با توجه به زبان، مورد مطالعه قرار گرفتند. نتایج اظهار داشت که مسیرهای حسی پس از دورهٔ بحرانی ثابت می‌شوند. اگرچه مطالعاتی نشان دادند که تغییرات محیطی می‌تواند با تنظیم کردن ارتباطات نورون‌های موجود و نورون‌هایی که توسط نوروژنز در هیپوکمپ ایجاد می‌شوند با دیگر بخش‌های مغز (مانند مخچه)، رفتار و شناخت را تغییر دهند.
دهه‌ها تحقیق حالا نشان داده تغییرات قابل‌توجهی در پایین‌ترین نواحی پردازشی نئوکورتیکال رخ می‌دهد و این تغییرات عمیقاً می‌توانند الگوی فعال‌سازی عصبی در پاسخ به تجربه را تغییر دهند. پژوهش‌های نوروساینتیفیک نشان داده است که تجربه می‌تواند هم ساختار فیزیکی (آناتومی) و هم سازمان‌دهی عملکردی (فیزیولوژی) مغز را تغییر دهد. دانشمندان علم اعصاب اخیراً به‌دنبال این هستند که مطالعات دورهٔ بحرانی را که تغییرناپذیری مغز پس از رشد را نشان می‌دهد با پژوهش‌های جدیدتر که چگونگی پذیرفتن تغییر در مغز را نشان می‌دهد با یکدیگر تلفیق کنند.

## روشهای نوروپلاستیسیتی
نوروپلاستیسیتی در سطوح مختلف رخ می‌دهد؛ از تغییرات سلولی در اثر یادگیری گرفته تا تغییرات در مقیاس بزرگ مانند remapping در پاسخ به آسیب. بدن انسان روشهای مختلفی را برای انعطافپذیری در مقابل آسیب‌های به سیستم عصبی خود دارد که در زیر به چند مورد آن اشاره می‌کنیم
1. احیاء راندمان سیناپسی
2. افزایش راندمان سیناپسی
3. افزایش حساسیت بعد از آسیب عصب
4. تداوم و افزایش نوروژنز
5. به‌کارگیری سیناپسهای خاموش
6. ترمیم‌های و کولترال.
7. عمل جانشینی
8. تغییر رفتاری. بیمار

## نوروبیولوژی
JT Wall و J Xu مکانیسم‌های زمینه ای برای پلاستیک عصبی را ردیابی کرده‌اند. سازماندهی مجدد از نظر قشری ظهور نمی‌کند، اما در هر سطح از سلسله مراتب پردازش رخ می‌دهد. این تغییرات نقشه مشاهده شده در قشر مغز را ایجاد می‌کند.

## انواع
کریستوفر شاو و جیل مک ایچرن در «به سوی نظریه نوروپلاستیک» بیان کردند که هیچ نظریه همه شمولی وجود ندارد که چارچوب‌ها و سیستم‌های مختلف را در بررسی نوروپلاستیک پشت سر بگذارد. با این حال، محققان غالباً نوروپلاستیک را به عنوان «توانایی ایجاد تغییرات انطباقی مربوط به ساختار و عملکرد سیستم عصبی» توصیف می‌کنند. به همین ترتیب، دو نوع انعطاف‌پذیری عصبی غالباً مورد بحث قرار می‌گیرند: انعطاف‌پذیری عصبی ساختاری و انعطاف‌پذیری عصبی عملکردی.

### انعطاف‌پذیری عصبی ساختاری
خاصیت انعطاف‌پذیری ساختاری اغلب به عنوان توانایی مغز در تغییر ارتباطات عصبی خود درک می‌شود. سلول‌های عصبی جدید بر اساس این نوع از انعطاف‌پذیری عصبی در طول عمر به‌طور مداوم تولید و در سیستم عصبی مرکزی ادغام می‌شوند. امروزه محققان از روش‌های تصویربرداری مقطعی متعدد (به عنوان مثال تصویربرداری تشدید مغناطیسی (MRI)، توموگرافی کامپیوتری (CT)) برای مطالعه تغییرات ساختاری مغز انسان استفاده می‌کنند. این نوع از نوروپلاستیک اغلب اثر محرک‌های داخلی یا خارجی مختلف را بر روی سازماندهی مجدد آناتومی مغز بررسی می‌کند. تغییرات نسبت ماده خاکستری یا قدرت سیناپسی در مغز به عنوان نمونه‌هایی از نوروپلاستیک ساختاری در نظر گرفته می‌شود. انعطاف‌پذیری عصبی ساختاری در حال حاضر بیشتر در زمینه علوم اعصاب در دانشگاه فعلی بررسی شده است.

### انعطاف‌پذیری عصبی عملکردی
انعطاف‌پذیری عملکردی به توانایی مغز در تغییر و انطباق با ویژگیهای عملکردی سلولهای عصبی اشاره دارد. این تغییرات می‌تواند در پاسخ به فعالیت قبلی (انعطاف‌پذیری وابسته به فعالیت) برای به دست آوردن حافظه یا در پاسخ به سوء عملکرد یا آسیب نورون‌ها (انعطاف‌پذیری واکنش پذیر) برای جبران یک رویداد آسیب شناختی رخ دهد. در حالت دوم، عملکردها از یک قسمت مغز به قسمت دیگری از مغز منتقل می‌شوند که تقاضای تولید روندهای رفتاری یا فیزیولوژیکی را دارند. با توجه به اشکال فیزیولوژیکی انعطاف‌پذیری وابسته به فعالیت، از آنهایی که شامل سیناپس هستند، به عنوان انعطاف‌پذیری سیناپسی یاد می‌شود. تقویت یا تضعیف سیناپس‌ها که منجر به افزایش یا کاهش میزان شلیک سلول‌های عصبی می‌شود، به ترتیب تقویت طولانی مدت (LTP) و افسردگی طولانی مدت (LTD) نامیده می‌شوند، و آنها به عنوان نمونه‌هایی از انعطاف‌پذیری سیناپسی مرتبط با حافظه در نظر گرفته می‌شوند. مخچه یک ساختار معمول با ترکیبی از LTP / LTD و افزونگی در داخل مدار است که اجازه می‌دهد پلاستیک در چندین محل باشد. اخیراً واضح تر شده است که انعطاف‌پذیری سیناپسی را می‌توان با شکل دیگری از انعطاف‌پذیری وابسته به فعالیت مرتبط با تحریک پذیری ذاتی نورون‌ها، که به عنوان انعطاف‌پذیری ذاتی نامیده می‌شود، تکمیل می‌شود. این، به عنوان مخالفت با انعطاف‌پذیری هومواستاتیک لزوماً فعالیت کلی یک نورون را در یک شبکه حفظ نمی‌کند، بلکه به رمزگذاری خاطرات کمک می‌کند.

## کاربردها و مثال‌ها
مغز بزرگسالان کاملاً «سیم کشی» با مدارهای عصبی ثابت نیست. موارد زیادی از سیم کشی مجدد قشر مغز و زیر قشر از سلولهای عصبی در پاسخ به آموزش و همچنین در پاسخ به آسیب وجود دارد. شواهدی وجود دارد که نشان می‌دهد نوروژنز (تولد سلول‌های مغز) در مغز بزرگسالان، پستانداران رخ می‌دهد - و چنین تغییراتی می‌تواند تا سنین پیری نیز ادامه یابد. شواهد مربوط به نوروژنز عمدتاً به هیپوکامپ و پیاز بویایی محدود می‌شود، اما تحقیقات اخیر نشان داده است که سایر قسمت‌های مغز، از جمله مخچه نیز ممکن است در آن دخیل باشند. با این حال، درجه سیم کشی ناشی از ادغام سلول‌های عصبی جدید در مدارهای شناخته شده مشخص نیست و ممکن است چنین سیم کشی مجدداً از نظر عملکردی زائد باشد.
اکنون شواهد کافی برای سازماندهی مجدد فعال و وابسته به تجربه شبکه‌های سیناپسی مغز شامل چندین ساختار مرتبط با یکدیگر از جمله قشر مغز وجود دارد. جزئیات خاص چگونگی این روند در سطح مولکولی و فراساختاری موضوعات تحقیقات فعال علوم اعصاب هستند. روشی که تجربه می‌تواند بر سازمان سیناپسی مغز تأثیر بگذارد، اساس بسیاری از نظریه‌های عملکرد مغز از جمله نظریه عمومی ذهن و داروینیسم عصبی است. مفهوم قابلیت انعطاف‌پذیری عصبی همچنین در تئوری‌های حافظه و یادگیری که با تغییر ساختار و عملکرد سیناپسی مبتنی بر تجربه در مطالعات تهویه کلاسیک در مدل‌های حیوانات بی مهره مانند آپلیزی همراه است، اساسی است.

### درمان آسیب مغزی
یک نتیجه شگفت‌آور از انعطاف‌پذیری عصبی این است که فعالیت مغز مرتبط با عملکرد معین می‌تواند به مکان دیگری منتقل شود. این می‌تواند ناشی از تجربه طبیعی باشد و همچنین در روند بهبودی از آسیب مغزی رخ می‌دهد. نوروپلاستیک مسئله اساسی است که از پایه علمی برای درمان آسیب مغزی اکتسابی با برنامه‌های درمانی تجربی هدفمند در زمینه رویکردهای توان بخشی به پیامدهای عملکردی آسیب حمایت می‌کند.
انعطاف‌پذیری عصبی به عنوان نظریه ای محبوبیت پیدا می‌کند که حداقل تا حدی بهبود نتایج عملکرد با فیزیوتراپی پس از سکته مغزی را توضیح می‌دهد. تکنیک‌های توانبخشی که با شواهدی پشتیبانی می‌شوند که از سازماندهی مجدد قشر به عنوان مکانیسم تغییر استفاده می‌کنند، شامل حرکت درمانی ناشی از محدودیت، تحریک الکتریکی عملکردی، آموزش تردمیل با پشتیبانی از وزن بدن و درمان واقعیت مجازی است. درمان با کمک ربات یک تکنیک نوظهور است که فرض بر این است که از طریق انعطاف‌پذیری عصبی نیز کار می‌کند، اگرچه در حال حاضر شواهد کافی برای تعیین مکانیسم دقیق تغییر هنگام استفاده از این روش وجود ندارد.
یک گروه درمانی را توسعه داده‌اند که شامل افزایش سطح تزریق پروژسترون در بیماران آسیب دیده مغزی است. «تجویز پروژسترون پس از آسیب مغزی (TBI) و سکته مغزی باعث کاهش ادم، التهاب و مرگ سلول‌های عصبی و تقویت حافظه مرجع فضایی و بازیابی حسی حرکتی می‌شود.» در یک آزمایش بالینی، گروهی به شدت آسیب دیدند بیماران پس از سه روز تزریق پروژسترون ۶۰ درصد کاهش مرگ و میر داشتند. با این حال، یک مطالعه در مجله پزشکی نیوانگلند در سال ۲۰۱۴ با جزئیات نتایج یک آزمایش بالینی فاز ۳ با بودجه NIH با ۸۸۲ بیمار منتشر شده است، نشان می‌دهد که درمان آسیب مغزی حاد مغزی با هورمون پروژسترون هیچ سود قابل توجهی برای بیماران ندارد وقتی با دارونما مقایسه می‌شود.

### دید دوچشمی
برای دهه‌ها، محققان تصور می‌کردند که انسان‌ها باید در اوایل کودکی بینایی دو چشمی، به ویژه stereopsis، پیدا کنند وگرنه هرگز به آن دست نخواهند یافت. در سال‌های اخیر، با این حال، پیشرفت‌های موفقیت‌آمیز در افراد مبتلا به آمبلیوپی، نارسایی همگرایی یا سایر ناهنجاری‌های دید استریو به نمونه‌های برجسته نوروپلاستیک تبدیل شده‌اند. بهبود بینایی دو چشمی و بهبود stereopsis اکنون مناطق فعال تحقیقات علمی و بالینی هستند.

### اندام‌های شبح
در پدیده احساس اندام شبح، یک فرد همچنان احساس درد یا احساس را در بخشی از بدن خود دارد که قطع شده است. این اتفاق عجیب معمول است و در ۶۰–۸۰٪ از افرادی که دچار قطع عضو شده‌اند، اتفاق می‌افتد. یک توضیح برای این بر اساس مفهوم نوروپلاستی است، به عنوان نقشه‌های قشر از اندام‌های حذف شده با این منطقه در اطراف آنها در چین خوردگی مغز بعد از مرکز قرار گرفته‌اند. این باعث می‌شود فعالیت در ناحیه اطراف آن قشر که توسط ناحیه قشر که قبلاً مسئول اندام اندام است، اشتباه تفسیر شود.
رابطه بین احساس اندام شبح و انعطاف‌پذیری عصبی یک رابطه پیچیده است. در اوایل دهه ۱۹۹۰ راماچاندران این نظریه را مطرح کرد که اندام‌های شبح نتیجه بازسازی قشر مغز است. با این حال، در سال ۱۹۹۵ هرتا فلور و همکارانش نشان دادند که بازسازی قشر مغز فقط در بیمارانی که درد فانتومی (درد در اندامی که وجود ندارد) دارند اتفاق می‌افتد. تحقیقات او نشان داد که درد اندام شبح (به جای احساس ارجاع شده) ارتباط ادراکی سازمان دهی مجدد قشر مغز است. از این پدیده گاهی به عنوان انعطاف‌پذیری ناسازگار یاد می‌شود.
در سال ۲۰۰۹، لوریمر موزلی و پیتر بروگر آزمایشی را انجام دادند که در آن آنها افراد قطع عضو بازو را به استفاده از تصاویر بصری برای انحراف اندامهای شبح خود به تنظیمات غیرممکن ترغیب می‌کنند. چهار نفر از هفت فرد موفق به انجام حرکات غیرممکن اندام شبح شدند. این آزمایش نشان می‌دهد که افراد نمای عصبی اندام‌های شبح خود را اصلاح کرده و دستورها حرکتی مورد نیاز برای اجرای حرکات غیرممکن را در غیاب بازخورد از بدن ایجاد کرده‌اند. نویسندگان بیان کردند: «در واقع، این یافته درک ما از انعطاف‌پذیری مغز را گسترش می‌دهد، زیرا شواهدی وجود دارد که تغییرات عمیق در نمایش ذهنی بدن را می‌توان صرفاً توسط مکانیسم‌های داخلی مغز ایجاد کرد - مغز واقعاً خود تغییر می‌کند.»

### درد مزمن
افرادی که از درد مزمن رنج می‌برند، درد طولانی مدت را در مکانهایی که ممکن است قبلاً آسیب دیده باشند تجربه می‌کنند، اما در غیر این صورت در حال حاضر سالم هستند. این پدیده به دلیل تعدیل ناسازگار سیستم عصبی، به لحاظ محیطی و مرکزی، به انعطاف‌پذیری عصبی مربوط می‌شود. در طول دوره آسیب بافتی، محرک‌ها و التهاب‌های مضر باعث افزایش ورودی درد از حاشیه به سیستم عصبی مرکزی می‌شوند. احساس درد طولانی مدت از پیرامون سپس یک واکنش نوروپلاستیک در سطح قشر مغز ایجاد می‌کند تا سازمان سوماتوتوپیک آن را برای محل درد تغییر دهد و باعث ایجاد حساسیت مرکزی شود. به عنوان مثال، افرادی که سندرم درد منطقه ای پیچیده‌ای را تجربه می‌کنند، نمایشی از شکل سوماتوتوپیک قشر مغز را به صورت طرف مقابل و همچنین کاهش فاصله بین دست و دهان را نشان می‌دهند. علاوه بر این، گزارش شده است که درد مزمن به‌طور قابل توجهی حجم ماده خاکستری مغز را در سطح جهان و به‌طور خاص در قشر جلوی پیشانی و تالاموس راست کاهش می‌دهد. با این حال، به دنبال درمان، این ناهنجاری‌ها در سازماندهی مجدد قشر و حجم ماده خاکستری و همچنین علائم آنها برطرف می‌شود. نتایج مشابهی برای درد اندام شبح، کمردرد مزمن و سندرم تونل کارپ گزارش شده است.

### مدیتیشن
تعدادی از مطالعات ارتباط مدیتیشن را با تفاوت در ضخامت قشر قشر یا چگالی ماده خاکستری مرتبط کرده‌اند. یکی از مشهورترین مطالعات برای اثبات این امر توسط سارا لازار، از دانشگاه هاروارد، در سال ۲۰۰۰ انجام شد. ریچارد دیویدسون، دانشمند علوم اعصاب در دانشگاه ویسکانسین، آزمایش‌هایی را با همکاری دالایی لاما بر روی تأثیر مدیتیشن بر مغز انجام داده است. نتایج وی حاکی از آن است که تمرین طولانی مدت یا کوتاه مدت مدیتیشن می‌تواند منجر به سطوح مختلفی از فعالیت‌ها در مناطق مغزی شود که با تأثیراتی مانند توجه، اضطراب، افسردگی، ترس، عصبانیت و دلسوزی و همچنین توانایی بدن در خود را شفا دهد. این تغییرات عملکردی ممکن است در اثر تغییراتی در ساختار فیزیکی مغز ایجاد شود.

### تناسب اندام و ورزش
ورزش هوازی با افزایش تولید فاکتورهای نوروتروفیک (ترکیباتی که رشد یا بقای سلول‌های عصبی را تقویت می‌کنند)، از جمله فاکتور نوروتروفیک مشتق از مغز (BDNF)، فاکتور رشد انسولین مانند 1 (IGF-1) و رشد اندوتلیال عروقی باعث ایجاد نوروژنز در بزرگسالان می‌شود. فاکتور (VEGF). نوروژنز ناشی از ورزش در هیپوکامپ با پیشرفت‌های قابل اندازه‌گیری در حافظه فضایی همراه است. ورزش مداوم هوازی طی یک دوره چند ماهه باعث پیشرفتهای چشمگیر بالینی در عملکرد اجرایی (به عنوان مثال، «کنترل شناختی» رفتار) و افزایش حجم ماده خاکستری در مناطق مختلف مغز، به ویژه مناطقی که باعث کنترل شناختی می‌شوند. ساختارهای مغزی که بیشترین بهبودها را در حجم ماده خاکستری در پاسخ به ورزش‌های هوازی نشان می‌دهند، قشر پیشانی و هیپوکامپ هستند. پیشرفت‌های متوسطی در قشر قدامی انقباض قدامی، قشر جداری، مخچه، هسته دمی دیده می‌شود، و هسته اکومبنس. نمرات آمادگی جسمانی بالاتر (با حداکثر VO2 اندازه‌گیری می‌شود) با عملکرد اجرایی بهتر، سرعت پردازش سریعتر و حجم بیشتری از هیپوکامپ، هسته دمی و هسته اکومبنس در ارتباط است.

### ناشنوایی و از دست دادن شنوایی
به دلیل کم شنوایی، قشر شنوایی و سایر نواحی ارتباطی مغز در افراد ناشنوا یا کم شنوا تحت انعطاف‌پذیری جبرانی قرار می‌گیرند. قشر شنوایی معمولاً مختص پردازش اطلاعات شنیداری در افراد شنوایی است و اکنون برای خدمت به سایر عملکردها، به ویژه برای بینایی و سوماتوسنسوری (حسی پیکری)، هدایت می‌شود.
افراد ناشنوا توجه بصری محیطی را افزایش داده‌اند، تغییر حرکت بهتر اما توانایی تشخیص تغییر رنگ در کارهای بصری، جستجوی بصری موثرتر و زمان پاسخ سریعتر برای اهداف بصری نسبت به افراد شنوا پیدا کرده‌اند. پردازش بینایی تغییر یافته در افراد ناشنوا معمولاً با تغییر مکان سایر مناطق مغز از جمله قشر شنوایی اولیه، قشر ارتباط جداری جداری خلفی (PPAC) و قشر cinglate قدامی (ACC) همراه است. مروری بر باویلر و همکاران (۲۰۰۶) جنبه‌های بسیاری را در موضوع مقایسه توانایی بینایی بین افراد ناشنوا و شنوا خلاصه می‌کند.
نواحی مغزی که عملکردی در پردازش شنوایی دارند برای پردازش اطلاعات حسی حسی در افراد ناشنوا مادرزادی هدف مجدد دارند. آنها حساسیت بیشتری در تشخیص تغییر فرکانس در ارتعاش بالاتر از آستانه و فعال سازی بالاتر و گسترده‌تر در قشر شنوایی تحت تحریک حسی حسی دارند. با این حال، پاسخ سریع برای محرکهای حسی حسی در بزرگسالان ناشنوا یافت نمی‌شود.

#### کاشت حلزون گوش
نوروپلاستیک در ایجاد عملکرد حسی نقش دارد. مغز نابالغ متولد می‌شود و پس از تولد با ورودی‌های حسی سازگار می‌شود. در سیستم شنوایی، کاهش شنوایی مادرزادی، یک وضعیت نسبتاً مکرر مادرزادی که ۱ از ۱۰۰۰ نوزاد را تحت تأثیر قرار می‌دهد، نشان داده است که بر رشد شنوایی تأثیر می‌گذارد، و کاشت پروتزهای حسی فعال کننده سیستم شنوایی، از کمبودها و بلوغ عملکردی سیستم شنوایی جلوگیری می‌کند. با توجه به یک دوره حساس برای انعطاف‌پذیری، یک دوره حساس برای چنین مداخله ای در ۲ تا ۴ سال اول زندگی نیز وجود دارد. در نتیجه، در کودکان ناشنوا از قبل زبانی، کاشت حلزون زودرس، به عنوان یک قاعده، به کودکان این امکان را می‌دهد تا زبان مادری را یاد بگیرند و ارتباط صوتی پیدا کنند.

### نابینایی
به دلیل از دست دادن بینایی، قشر بینایی در افراد نابینا ممکن است از قابلیت انعطاف‌پذیری متقابل برخوردار باشد و بنابراین سایر حواس ممکن است توانایی‌های بیشتری داشته باشند. یا عکس این می‌تواند رخ دهد، با کمبود ورودی بصری، توسعه سیستم‌های حسی دیگر را ضعیف می‌کند. یک مطالعه نشان می‌دهد که شکنج گیجگاهی گیجگاهی میانی خلفی راست و شکنج فوقانی پس سری در هنگام انجام یک کار تشخیص صدا، فعالیت بیشتری در نابینایان نسبت به افراد بینا نشان می‌دهد. چندین مطالعه از ایده اخیر پشتیبانی می‌کند و توانایی ضعیف را در ارزیابی فاصله صوتی، تولید مثل حساسی، آستانه تقسیم بصری و قضاوت حداقل زاویه شنیدنی پیدا کرده است.

#### مکان‌یابی انسانی
مکان‌یابی انسانی یک توانایی آموخته شده برای انسان است که محیط خود را از پژواک حس می‌کند. برخی از نابینایان از این توانایی برای پیمایش در محیط خود و درک دقیق محیط پیرامون خود استفاده می‌کنند. مطالعات در سال ۲۰۱۰ و ۲۰۱۱ با استفاده از تکنیک‌های تصویربرداری تشدید مغناطیسی عملکردی نشان داده است که قسمت‌هایی از مغز که با پردازش بصری مرتبط هستند، برای مهارت جدید مکان‌یابی سازگاری یافته‌اند. به عنوان مثال مطالعات انجام شده بر روی بیماران نابینا نشان می‌دهد که کلیک‌های تکراری شنیده شده توسط این بیماران توسط نواحی مغزی اختصاص داده شده تا بینایی و نه ممیزی.

### اختلال نقص توجه و بیش فعالی
مطالعات MRI بر روی ۱۷۱۳ شرکت کننده نشان می‌دهد که هر دو کودک و بزرگسالان مبتلا به اختلال بیش فعالی با کمبود توجه (ADHD) حجم کمتری از هسته اکومبنس، آمیگدالا، دمی، هیپوکامپ، پوتامن و حجم کلی قشر مغز و داخل مغز را دارند. و از سطح و ضخامت قشر کمتری در مقایسه با افراد بدون ADHD برخوردار هستند.
بررسی مطالعات MRI بر روی افراد مبتلا به ADHD نشان می‌دهد که درمان طولانی مدت ADHD با محرک‌ها مانند آمفتامین یا متیل فنیدیت، باعث کاهش ناهنجاری در ساختار مغز و عملکرد در افراد مبتلا به ADHD می‌شود و عملکرد در چندین قسمت از مغز را بهبود می‌بخشد، مانند به عنوان هسته دمی راست گانگلیون پایه، قشر جلوی پیشانی شکم شکمی (VLPFC) و شکنج فوقانی گیجگاهی.

### در رشد اولیه کودک
نوروپلاستیک بیشتر در دوران کودکی به عنوان بخشی از رشد طبیعی انسان فعال است و همچنین می‌تواند به عنوان یک مکانیسم به ویژه مهم از نظر خطر و انعطاف‌پذیری برای کودکان دیده شود. ضربه به عنوان یک خطر بزرگ در نظر گرفته می‌شود زیرا بر بسیاری از مناطق مغز تأثیر منفی می‌گذارد و از فعال شدن مداوم فشار بر سیستم عصبی سمپاتیک وارد می‌آورد؛ بنابراین تروما ارتباطات مغز را تغییر می‌دهد به گونه ای که کودکانی که دچار تروما شده‌اند می‌توانند بیش از حد هوشیار باشند یا بیش از حد تحریک شوند. با این حال، مغز کودک می‌تواند از طریق اعمال انعطاف‌پذیری عصبی با این اثرات سو کنار بیاید.
نمونه‌های زیادی از انعطاف‌پذیری عصبی در رشد انسان وجود دارد. به عنوان مثال، جاستین کر و استیون نلسون با بررسی اثرات آموزش موسیقی بر انعطاف‌پذیری عصبی، دریافتند که آموزش موسیقی می‌تواند به تجربه انعطاف‌پذیری ساختاری کمک کند. این زمانی است که تغییراتی در مغز براساس تجربیات منحصر به فرد ایجاد می‌شود. نمونه‌هایی از این موارد یادگیری چندین زبان، ورزش ورزشی، انجام تئاتر و غیره است. یک مطالعه که توسط هاید در سال ۲۰۰۹ انجام شد، نشان داد که تغییرات مغز کودکان در کمتر از ۱۵ ماه آموزش موسیقی دیده می‌شود. کر و نلسون معتقدند این درجه از انعطاف‌پذیری در مغز کودکان می‌تواند به ارائه نوعی مداخله برای کودکان با اختلالات رشد و بیماری‌های عصبی کمک کند.

### در حیوانات
در یک عمر منفرد، افراد یک گونه حیوانی ممکن است با تغییرات مختلفی در مورفولوژی مغز روبرو شوند. بسیاری از این اختلافات ناشی از ترشح هورمون در مغز است. دیگران محصول عوامل تکاملی یا مراحل رشد هستند. برخی تغییرات به‌طور فصلی در گونه‌ها به منظور تقویت یا ایجاد رفتارهای پاسخ رخ می‌دهد.

#### تغییرات فصلی مغز
تغییر رفتار مغز و مورفولوژی متناسب با سایر رفتارهای فصلی در حیوانات نسبتاً شایع است. این تغییرات می‌تواند شانس جفت‌گیری را در فصل تولید مثل بهبود بخشد. نمونه‌هایی از تغییر شکل فصلی مغز را می‌توان در بسیاری از طبقات و گونه‌ها یافت.
در کلاس Aves (نوعی پرنده)، بچه‌های جوجه سیاه پوش در ماه‌های پاییز افزایش حجم هیپوکامپ و قدرت اتصالات عصبی خود را با هیپوکامپ تجربه می‌کنند. این تغییرات ریختشناختی در هیپوکامپ که مربوط به حافظه فضایی است، فقط به پرندگان محدود نمی‌شود، زیرا در جوندگان و دوزیستان نیز مشاهده می‌شود. در پرندگان آواز، بسیاری از هسته‌های کنترل آهنگ در فصل جفت‌گیری در مغز افزایش می‌یابند. در میان پرندگان، تغییرات در مورفولوژی مغز برای تأثیر بر الگوهای آهنگ، فرکانس و میزان صدا معمول است. کمبود واکنش هورمون آزادکننده گنادوتروپین (GnRH) یا همان دریافت هورمون، در سارهای اروپایی که در طول روز تحت نور بیشتری قرار دارند کاهش می‌یابد.
خرگوش دریایی کالیفرنیا، یک شکم پا، مهار موفقیت آمیزتر هورمون‌های تخم‌گذار در خارج از فصل جفت‌گیری به دلیل افزایش اثربخشی مهارکننده‌ها در مغز است. تغییرات در طبیعت بازدارنده مناطق مغز را می‌توان در انسان و سایر پستانداران نیز مشاهده کرد. در دوزیستان، بخشی از لوزه قبل از پرورش و هنگام خواب زمستانی بزرگتر از آن است که بعد از پرورش است.
تنوع فصلی مغز در بسیاری از پستانداران رخ می‌دهد. بخشی از هیپوتالاموس میش معمولی بیشتر از سایر مواقع سال پذیرای GnRH در فصل تولید مثل است. انسانها در هنگام سقوط، هنگامی که این قسمتها بزرگتر هستند، تغییراتی در «اندازه هسته هیپوتالاماسی سوپراکیاسماتیک و نورونهای واکسپرسین در سیستم ایمنی درون آن» ایجاد می‌کنند. در بهار، هر دو از نظر اندازه کاهش می‌یابند.

#### تحقیقات آسیب مغزی
گروه رندی نودو دریافتند اگر در اثر انسداد جریان خون در بخشی از قشر حرکتی میمون، یک سکته کوچک (آنفارکتوس) ایجاد شود، هنگام تحریک مناطق مجاور ناحیه آسیب دیده مغز، بخشی از بدن که با حرکت پاسخ می‌دهد، حرکت می‌کند. در یک مطالعه، تکنیک‌های نگاشت میکرواستیمولاسیون درون قشر (ICMS) در نه میمون طبیعی استفاده شد. برخی از آنها تحت روش‌های سکته مغزی ایسکمیک و برخی دیگر، روش‌های ICMS قرار گرفتند. میمون‌های مبتلا به آنفارکتوس ایسکمیک در هنگام بازیابی غذا، خمش بیشتری در انگشتان خود را حفظ کردند و پس از گذشت چندین ماه، این کمبود به سطح قبل از عمل بازگشت. با توجه به نمایندگی دیستال اندام قدامی، «رویه‌های نقشه‌برداری پس از آنفارکتوس نشان داد که نمایندگی‌های حرکتی مجدداً در قشر مجاور و بدون آسیب مجدداً سازماندهی شده‌اند.» تحقیقات فعلی شامل ردیابی تغییراتی است که در نواحی حرکتی قشر مغز در اثر سکته مغزی رخ می‌دهد؛ بنابراین، می‌توان وقایعی را که در روند سازماندهی مجدد مغز اتفاق می‌افتد، تأیید کرد. نودو همچنین در مطالعه برنامه‌های درمانی که ممکن است بهبودی ناشی از سکته مغزی را افزایش دهد، مانند فیزیوتراپی، دارو درمانی و درمان تحریک الکتریکی نقش دارد.
Jon Kaas، استاد دانشگاه Vanderbilt، توانسته است نشان دهد «چگونه ناحیه سوماتو حسی 3b و Ventroposterior (VP) هسته تالاموس تحت تأثیر ضایعات ستون پشتی یک طرفه طولانی مدت در سطح دهانه رحم در میمون‌های ماکاک قرار دارند.» توانایی تغییر در نتیجه آسیب را دارند اما میزان سازماندهی مجدد به میزان آسیب بستگی دارد. تحقیقات اخیر وی بر روی سیستم حسی-حسی متمرکز است، که شامل حس بدن و حرکات آن با استفاده از بسیاری از حواس است. معمولاً آسیب قشر حسی حسی منجر به اختلال در درک بدن می‌شود. پروژه تحقیقاتی Kaas بر چگونگی پاسخ این سیستمها (سیستمهای حسی حسی، شناختی، حرکتی) با تغییرات ناشی از آسیب متمرکز است.
یک مطالعه اخیر در مورد انعطاف‌پذیری عصبی شامل کارهایی است که توسط تیمی از پزشکان و محققان در دانشگاه اموری، به ویژه دونالد استین و دیوید رایت انجام شده است. این اولین درمان در طی ۴۰ سال است که نتایج قابل توجهی در درمان آسیب‌های مغزی آسیب دیده دارد، در حالی که هیچ عارضه جانبی شناخته شده‌ای ندارد و از نظر مصرف ارزان است. استین متوجه شد که به نظر می‌رسد موش‌های ماده بهتر از موش‌های نر از جراحات مغزی بهبود می‌یابند و در بعضی از نقاط چرخه فحلی، ماده‌ها حتی بهتر می‌شوند. این اختلاف ممکن است به سطوح مختلف پروژسترون نسبت داده شود، با مقادیر بالاتر پروژسترون منجر به بهبود سریعتر از آسیب مغزی در موش‌ها می‌شود. با این حال، آزمایش‌ها بالینی نشان داد که پروژسترون هیچ مزیت قابل توجهی برای آسیب مغزی در بیماران انسانی ندارد.

### سالخوردگی
پروفایل رونویسی قشر پیشانی افراد از ۲۶ تا ۱۰۶ سال مجموعه ای از ژن‌ها را با کاهش بیان پس از ۴۰ سالگی و به ویژه پس از ۷۰ سالگی تعریف کرد. ژن‌هایی که در انعطاف‌پذیری سیناپسی نقش اصلی را بازی می‌کنند بیشتر تحت تأثیر سن قرار گرفتند، به‌طور کلی کاهش بیان در طول زمان نشان می‌دهد. همچنین افزایش قابل توجهی در آسیب DNA قشر مغزی، احتمالاً آسیب DNA اکسیداتیو، در پروموترهای ژنی با افزایش سن وجود دارد.
به نظر می‌رسد گونه‌های اکسیژن واکنش پذیر نقش مهمی در تنظیم انعطاف‌پذیری سیناپسی و عملکرد شناختی دارند. با این حال افزایش وابسته به سن در گونه‌های اکسیژن واکنش پذیر نیز ممکن است منجر به اختلال در این عملکردها شود.

### چند زبانه بودن
امروزه اثر مفید چند زبانی بر رفتار و شناخت افراد کاملاً مشهور است. مطالعات متعدد نشان داده است که افرادی که بیش از یک زبان مطالعه می‌کنند، عملکرد شناختی و انعطاف‌پذیری بهتری نسبت به افرادی دارند که فقط به یک زبان صحبت می‌کنند. مشخص شده است که دو زبانه‌ها دارای دامنه توجه طولانی‌تر، مهارت‌های سازماندهی و تجزیه و تحلیل قوی تر و نظریه ذهنی بهتر از تک زبانه‌ها هستند. محققان دریافته اند که تأثیر چند زبانه در شناخت بهتر به دلیل قابلیت انعطاف‌پذیری عصبی است.
در یک مطالعه برجسته، زبان شناسان عصبی از یک روش مورفومتری مبتنی بر وکسل (VBM) برای تجسم پلاستیک ساختاری مغز در یک زبانه و دو زبانه سالم استفاده کردند. آنها ابتدا تفاوت چگالی ماده سفید و خاکستری را بین دو گروه بررسی کردند و رابطه ساختار مغز و سن فراگیری زبان را یافتند. نتایج نشان داد که تراکم ماده خاکستری در قشر تحتانی جداری برای چند زبانه به‌طور قابل توجهی بیشتر از یک زبانه است. محققان همچنین دریافتند که دوزبانه‌های اولیه تراکم بیشتری از ماده خاکستری نسبت به دوزبانه‌های دیررس در همان منطقه دارند. قشر آهیانه تحتانی یک منطقه مغزی است که بسیار با یادگیری زبان مرتبط است، که مربوط به نتیجه VBM مطالعه است.
مطالعات اخیر همچنین نشان داده است که یادگیری چندین زبان نه تنها باعث تغییر ساختار مغز می‌شود بلکه باعث افزایش قابلیت انعطاف‌پذیری مغز می‌شود. یک مطالعه اخیر نشان داد که چند زبانی نه تنها بر روی ماده خاکستری بلکه روی ماده سفید مغز نیز تأثیر می‌گذارد. ماده سفید از آکسونهای میلین شده تشکیل شده است که تا حد زیادی با یادگیری و ارتباط ارتباط دارد. زبان شناسان عصبی برای تعیین شدت ماده سفید سفید بین دو زبانه و دو زبانه از روش اسکن تصویربرداری تنسور انتشار (DTI) استفاده کردند. افزایش میلیناسیون در مجاری ماده سفید در افراد دوزبانه مشاهده می‌شود که به‌طور فعال از هر دو زبان در زندگی روزمره استفاده می‌کنند. تقاضای استفاده از بیش از یک زبان به اتصال کارآمدتری در مغز نیاز دارد، که منجر به تراکم ماده سفید بیشتر برای چند زبان می‌شود.
در حالی که هنوز بحث شده است که آیا این تغییرات در مغز ناشی از تمایل ژنتیکی یا تقاضاهای زیست‌محیطی است، اما بسیاری از شواهد نشان می‌دهد که تجربه محیطی، اجتماعی در چند زبانه اولیه بر سازماندهی مجدد ساختاری و عملکردی در مغز تأثیر می‌گذارد.